# Lycosella tenera
Lycosella tenera är en spindelart som beskrevs av Tord Tamerlan Teodor Thorell 1890. Lycosella tenera ingår i släktet Lycosella och familjen vargspindlar. Utöver nominatformen finns också underarten L. t. bisulcata.